# 食品和饮水观察
食品和饮水观察 （Food & Water Watch，简称FWW），也译作食品饮水监测、食品与水观察组织，是一个总部设在美国华盛顿哥伦比亚特区的非政府组织，在加利福尼亚州洛杉矶也设有办事处，主要关注与粮食、水和企业过度扩张相关的公司和政府问责等议题。由此产生的问题领域包括阻止化石燃料的濫用和开采，监管工厂化农场，倡导可再生能源，打击水务私有化（water privatization），阻止不良贸易交易，增加食品系统的透明度，并积极捍卫人权。该组织由公共公民（Public Citizen）的员工在2005年创办。
2006年7月，FWW率先爆出美国鸡肉加工厂沙门氏菌高发率这一消息。它还对不断增长的瓶装水行业的健康和环境问题提出批评。2007年8月24日，它宣布成功地让星巴克咖啡停止使用经过rBGH处理过的奶牛的牛奶。
FWW不接受任何企业或政府的资助。